# Lúcio Voluseio Próculo
Lúcio Voluseio Próculo (em latim: Lucius Voluseius Proculus) foi um senador romano nomeado cônsul sufecto na segunda metade de 17 com Caio Víbio Marso.